# (6018) 1991 PS16
(6018) 1991 PS16 (1991 PS16, 1949 FS) — астероїд головного поясу, відкритий 7 серпня 1991 року.
Тіссеранів параметр щодо Юпітера — 3,594.